# Rosmarie Buri

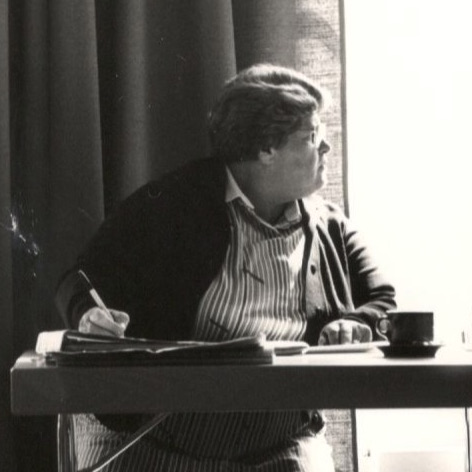
Rosmarie Buri (1985)

Rosmarie Buri (* 21. Juli 1930 in Riggisberg; † 22. Juli 1994 in Burgdorf) war eine Schweizer Schriftstellerin.

## Leben
Rosmarie Buri wuchs in einer armen Familie im Kanton Bern auf, einen Beruf lernen konnte sie nicht. Nach dem frühen Tod des alkoholabhängigen Vaters musste sie ihre Mutter unterstützen im Haushalt und bei der Betreuung der vier Geschwister. Sowohl in der Familie wie ausserhalb erfuhr sie viel Gewalt und Spott, unter anderem wegen ihrer Figur.
1952 heiratete sie Otti, einen Bauarbeiter. Sie besuchte Mal- und Kalligrafiekurse und begann im Alter von 50 Jahren nebenher Texte über ihre schwere Kindheit und Jugend zu schreiben. Nach Jahren erfolgloser Suche fand sie per Zufall einen Verlag für ihre Lebensgeschichte.
Ihr erstes Buch Dumm und Dick. Mein langer Weg wurde ein Bestseller mit Auflagen von mehreren hunderttausend Exemplaren. Es erfolgte ein grosses Medienecho, ihr Buch erschien 1991 in Französisch.
Ihre Erfahrungen mit dem unerwarteten Erfolg verarbeitete sie in einem zweiten Buch, das kurz vor ihrem Tod erschien.
Ihr Nachlass befindet sich im Schweizerischen Literaturarchiv in Bern.

## Werke
- «Dumm und Dick». Mein langer Weg. Der Alltag, Zürich 1990, ISBN 3-905080-10-9; Goldmann, München 1992, ISBN 3-442-41422-9.
- Kuhfladen mit Zuckerguss. Mein Erfolg mit «Dumm und Dick». Scalo, Zürich 1993, ISBN 3-905080-44-3; Goldmann, München 1995, ISBN 3-442-42982-X.